# De hoy no pasa
De hoy no pasa es el quinto álbum de estudio lanzado al mercado por el grupo de punk-rock español Siniestro Total, publicado por DRO en abril de 1987. Se trata de uno de los trabajos más variados del grupo, con una gran diversidad en el sonido de los temas que incluye. Fue un éxito de ventas con más de 30.000 copias vendidas.[cita requerida] Fue el último disco de Siniestro Total producido por Paco Trinidad.

## Lista de canciones

### Temas de la primera edición
1. «Quiero bailar rock and roll» - 2:55
2. «La balada de Cachamuiña y María Pita» - 3:00
3. «Diez escala drinker» - 0:34
4. «Nihilismo» - 2:54
5. «El síndrome de Estocolmo» - 4:00
6. «Al fondo a la derecha» - 0:40
7. «De hoy no pasa» - 3:04
8. «Diga qué le debo» - 2:54
9. «Baño de sangre en Puerto Banús» - 2:53
10. «Tumbado a la bartola» - 3:34
11. «Bestialismo preescolar» - 0:40
12. «Yo ya fui a Cangas del Morrazo» - 2:57
13. «Casimiro» - 3:17
14. «Que les corten los huevos» - 2:13

### Temas nuevos de la edición de 2002
El álbum fue reeditado en 2002 en versión CD, donde además de los temas originales se incluyeron los siguientes:
- Cara B del sencillo «Diga qué le debo»:

1. 1. «Corta o pelo, landrú

- Cara B del sencillo «De hoy no pasa»:

1. 1. «Elefantes rosas

- Tercera canción del maxi de «De hoy no pasa»:

1. 1. «Lo que no puede ser, no puede ser y además es imposible

- Cara B del sencillo «Quier bailar rock and roll»:

1. 1. «Hay tifón

- Tercera canción del maxi de «Quier bailar rock and roll»:

1. 1. «Almudena

- Grabación para el programa de RTVE Aumba-buluba-balam-bambú de Carlos Tena, aparecido en Grandes éxitos:

1. 1. «Dios salve al conselleiro»

- Grabación extra en las sesiones de grabación del álbum:

1. 1. «Lávame con vino»